# قيمة عادلة
القيمة العادلة وفقا للمعيار الدولي 39 الادوات المالية الاعتراف والقياس هي القيمة التي يمكن بموجبها تبادل أصل أو تسوية التزام بين اطراف كل منهم لديه الرغبة في التبادل، وعلي بينة من الحقائق يتعاملان بإرادة حرة. ووفقا للمعيار الاميركي 157 مقاييس القيمة العادلة، فان القيمة العادلة هو السعر الذي يمكن الحصول عليه من بيع اصل أو لتسوية التزام (سعر الخروج) في معاملة منتظمة بين المشاركين في السوق، في تاريخ القياس.
القيمة العادلة للأسهم حظي موضوع تقييم الأوراق المالية بالاهتمام والتحليل والمتابعة وبالأخص تقييم الأسهم العادية للشركات المدرجة في بورصات الأوراق المالية، لذا فإن مفهوم قيمة الأسهم مفهوم معقد وغير واضح كما يتوقعه الكثير من المستثمرين وذلك لان تحديد مفهوم واضح للقيمة يعتمد على العديد من المفاهيم الأخرى والتي تؤثر بشكل مباشر على قيمة الأسهم ومن هذه المفاهيم (قيمة الشركة المصدرة للأوراق المالية، الظروف الاقتصادية العامة، التغيرات الحاصلة في الصناعة المنتمية لها الشركة) كما وان أية معلومات جديدة قد تصل إلى السوق عن تصرفات المساهمين أو عن عمليات البيع والشراء للأسهم قد تؤثر بشكل سلبي أو ايجابي على قيمة الأسهم.

## مفهوم وطبيعة الكمية
الهدف الأساس لأي شركة هو تعظيم ثروة المساهمين وهذا الهدف يتحقق من خلال تعظيم قيمة الشركة والذي ينعكس في أسعار الأسهم وهذا ما يفرض على الشركة أن تركز في اختياراتها الاستثمارية على الفرص التي تخلق وتعظم قيمة الأسهم.Gitman,2009:p32))ويختلف مصطلح القيمة ((Valueعن السعر Price)) فالسعر ما يجب أن يدفع والقيمة هي ما يجب أن يحصل عليه المستثمر عند استثمار أمواله في مجال معين فالسعر ما هو كائن لكن القيمة هي ما يجب أن يكون وقيمة أي شركة تقاس بقيمة موجوداتها ومطلوباتها كما هو موضح بالمعادلة التاليةNeale & McElroy, 2004:p290)):
قيمة الشركة =(قيمة حق الملكية وقيمة الدين)
كما ويختلف مفهوم القيمة عن مفهوم الثروة Wealth)) فالثروة بالنسبة لشخص ما تضم فضلاً عن الأسهم الكلية التي يمتلكها أشياء مادية كالعقارات أو السيارات أو غير مادية مثل الصحة والسعادة أما القيمة فهي تمثل فضلاً عن الأسهم الممتلكة الاستثمارات المالية والتي تتأثر عادة بقرارات الإدارة المالية. Krishnamurti&Vishwanath,2009:p290))
وللقيمة مفاهيم وتعاريف وتفسيرات عدة فالقيمة الاقتصادية يعبر عنها بأنها عبارة عن المبلغ الذي يدفع مقابل الحصول على أصل أو الحق في الحصول على عوائد مستقبليه من وراء استخدام ذلك الأصل.(Hirschey&Nofsinger,2010:p310)وان أهم ما يميز الموجودات المالية عن غيرها من الموجودات الأخرى هي أن هذه الموجودات تعمل على خلق الدخل الذي يكون غير ثابت وصعب القياس ولكن بصرف النظر عن هذه الصعوبات التي تعترض تقدير وقياس الدخل فأنه هو الذي يعطي القيم المالية لتلك الموجودات (Cohen,2005:p100).
Source(.Penman, Stephen H ,Financial statement Analysis and Security4th ed، NY : MCGrawHill, 2010 ,p11)
وتعد القيمة كمية المبادئ المهمة في التمويل لأي استثمار والتي تُوجَد بواسطة حساب قيمة التدفقات النقدية المتوقعة خلال العمر الاقتصادي للمشروع مثلا البنايات التجارية تباع عند السعر الذي يعكس صافي التدفقات النقدية (الأجور-التكاليف) التي دفعت ويُسْتَفْادُ منها طوال حياة المشروع وبصورة مشابهه نستطيع إيجاد قيمة الأسهم العادية.
```
Mishkin&Stanley,2009:p265))
```

ولان سوق الأوراق المالية هي المكان الذي تُتَدَاوَل فيه الأسهم والسندات المصدرة من قبل الشركة والتي تحصل من خلالها (أي الشركة) على التمويل اللازم لتأسيسها وقيامها بنشاطاتها بعد التأسيس فعند تأسيسها تطرح الأسهم للاكتتاب وبعد التأسيس أيضا تطرح الأسهم للتداول في السوق المالية وذلك لزيادة رأس مالها لأغراض النمو والتوسع في نشاطاتها كما وان الشركة تصدر على نفسها الأوراق المالية التي تمثل الدين وتتعهد بالسداد مع الفوائد في أوقات معينة وبذلك يُنَقَّل النقد من الشركة إلى السوق وبالعكس، وبما أن للحكومة وسياساتها المالية والنقدية وقراراتها أثرا كبيراً على الشركة وعلى السوق المالي فبالتالي لها تأثير كبير على قيمة الشركة وقراراتها التمويلية لان أي قرار تصدره الحكومة بزيادة الضرائب أو تقليلها أو أية أزمات قد تحصل للحكومة نتيجة أزمة أو ديون خارجية أو أية قرارات قد تتخذ من قبلها نتيجة لظروف استثنائية طارئة لها تأثير كبير على حجم التداول في السوق المالية والنشاط المالي وبالتالي على قيمة الأسهم
إن لسياسة الدولة المتبعة في الضرائب ومقدار هذه الضرائب تأثيراً مباشراً على النقد المتبقي للشركة بعد عملياتها التشغيلية مما يؤثر على قرارات الشركة التمويلية وحجم الاقتراض الذي تحتاج إليه الشركة إذا حصل عجز في ميزانيتها بسبب سياسات الحكومة وهو ما يؤثر على قيمة الشركة ككل.
وهناك مفاهيم عدة لقيمة الأسهم وذلك اعتمادا على من يقوم بالتقييم والغرض من عملية التقييم والتوقيت وعدد آخر من العوامل سنتناولها بشكل مفصل وفقاً للاتي:
1. القيمة الاسمية Face value)): وهي تلك القيمة التي تتحدد وفقا للقوانين العامة أو الخاصة بكل شركة، وتحدد أكثر الدول في قوانين الشركات والأسواق المالية قيمة اسمية للسهم العادي الواحد وتستخدم القيمة الاسمية لغرض تحديد نسبة الربح الموزع على المساهمين من حملة الأسهم العادية وان إصدار الأسهم العادية بقيمة اسمية صغيرة ربما يرجع إلى الرغبة في توفير قدر معقول من السيولة لتلك الأسهم على أساس إن ذلك من شأنه أن يجذب إليها جمهوراً كبيراً من المستثمرين من ذوي الدخول المحدودة (Revsine,etal,2005:p166) ويرى (Dias&Shah,2009:p433) إن القيمة الاسمية هي عبارة عن المبالغ التي يدفعها المستثمر للحصول على السهم الواحد والتي تحدد حسب سياسة الشركة.
2. القيمة السوقية Market value)): وهي سعر السهم خلال التداول في الأسواق المالية والذي يخضع لظروف العرض والطلب في تلك الأسواق، علما بأن هذه الظروف كثيرا ما تعكس البيئة الاقتصادية والسياسية والاجتماعية...الخ المحيطة وخاصة بالنسبة لظروف التبادلين الدولي والداخلي.(Kapoor,etal,2009:p81)وان القيمة السوقية للأسهم لا تساوي القيمة الدفترية، فالقيمة الدفترية تعتمد على القيمة التاريخية بينما القيمة السوقية تقاس بقيمة التداول للأسهم. Brealey,etal,2007:p53))

## أثر القرارات المالية على القيمة السوقية للسهم
القرارات المالية تؤثر في:
1. طبيعة عمل الشركة
2. حجم الشركة الربح المتوقع
3. نوع الموجودات المستعملة قيمة
4. نسبة الرافعة المالية درجة المخاطر السهم
5. موقف السيولة
المصدر:(حمزة محمود، الزبيدي الإدارة المالية المتقدمة، ط2,2008الوراق للنشر والتوزيع، عمان: ص39)
3. القيمة الدفترية Book value)):
```
وهي عبارة عن حق الملكية للمساهمين في الشركة والتي يمكن الحصول عليها إذا تم بيع جميع أصول الشركة بسعر مساوي تماما لقيمتها الدفترية وتم سداد جميع التزاماتها بما فيها الأسهم الممتازة وبسبب زيادة أسعار الأسهم فأن القيمة الدفترية للسهم تزداد عبر الزمن. Joehnk, 2009 : p385))
```

4. القيمة التصفويةLiquidation Value)):
```
وهي قيمة سهم الشركة عند الشروع في تصفيتها وتساوي القيمة السوقية لموجوداتها مطروحا منها الديون التي عليها والناتج يقسم على عدد الأسهم. (Smart&Megginson,2008:p225)
```

5. القيمة الأولية Initial value)):
```
وهي القيمة التي تكون للأسهم عندما تقوم الشركة بإصدارها بعد حصولها على الترخيص الذي يخولها إصدار الأسهم والقيمة الأولية عادة اقل من السعر الذي يباع به السهم في البيع الأولي وفي بعض الأحيان تصدر الشركة أسهم بدون قيمة أولية.
```

Alexander,etal,2001:p245))
6. القيمة الاستثمارية Investment value)):
```
وهي من أكثر المقاييس أهمية بالنسبة لحملة الأسهم إذ تشير إلى المبالغ التي يدفعها المستثمرون للحصول على الأسهم وعملية حساب القيمة الاستثمارية عملية معقدة تستند على العوائد المتوقعة ومخاطرة السهم إذ ان لكل سهم مصدرين للعائد الأول دفعات المقسوم السنوية والأرباح 
الرأسمالية
 والتي تزداد بزيادة السعر السوقي.
```

Gitman&Joehnk,2008:p269))
7. القيمة العادلة Fair value)):
```
عرفت لجنة المحاسبة والمعايير المالية FASB)) القيمة العادلة بانها السعر الحقيقي للموجودات والمطلوبات الذي يتم به عقد الصفقات المالية بين المتعاملين في السوق من ذوي الخبرة وغيرهم، كما وحددت الهدف الأساس من تحديد 
مقياس القيمة
 العادلة وهو تحديد سعر التبادل الحقيقي وبذلك فان الصفقات ستكون حقيقية وموثوق بها بين المتعاملين في السوق.Landsman,2006:p2))كما عرفت لجنة المعايير المحاسبية الدولية (ISAB)القيمة العادلة بأنها المبلغ الذي يمكن ان يبادل به الموجودات أو المطلوبات بين الراغبين بإجراء الصفقات Roberts,etal,2008:p154))وان القيمة العادلة لاتتحقق إلافي السوق الكفوءة بالشكل القوي إذ تكون القيمة السوقية للسهم قيمته العادلة لأنها تعكس جميع المعلومات لكن القيمة السوقية للموجودات المالية لاتمثل دائما قيمة عادلة وبذلك فالقيمة العادلة قد تحتاج لتحديدها إلى خصم صافي التدفقات النقدية المستقبلية المتوقعة.Lawrence,etal,2005:p164)) كما أن القيمة العادلة يشار إليها بالقيمة الحقيقية Intrinsic value))وهي القيمة التي تعطي نظريا فهماً كاملاً عن خصائص الاستثمار بالموجودات المالية Stowe,etal,2002:p14))فالقيمة الحقيقية هي القيمة الحالية للتدفقات المستقبلية المتوقعة من الأصل المالي وتسمى القيمة الحقيقية أيضا بالقيمة المنطقية أو المعقولة والتي تتحقق في السوق الكفوءة كما تنص عليه فرضية السوق المالية الكفوءة EMH)) (Gangadhar&Rameshbabun,2006:p28)وان فكرة ان للأوراق المالية قيمة حقيقية تجذب المستثمرين لاعتقادهم انه من خلال استخراج القيمة الحقيقية بأنهم يستطيعون تحقيق ثروات كبيرة وذلك عن طريق شراء الأوراق المالية ذات الأسعار المنخفضة وبيع الأوراق ذات الأسعار المرتفعة والمقيمة بأعلى من قيمتها الحقيقية (Madura,2008.p8) ويتم استخراج القيمة الحقيقية للسهم من خلال المقارنة بين قيمة السهم الاسمية وقيمة السهم في السوق والنسبة من الأرباح التي يحصل عليها المستثمر (Hirschey&Nofsinger,2010:p337) كما وتعد القيمة العادلة أهم مفهوم استثماري تؤسس عليه فكرة تحليل الاستثمارات بصورة عامة فهي تعد مقياساً معيناً ومحدداً للقيمة وذلك ليتمكن المستثمر أو محلل الاستثمارات من الحكم على سعر لأي شركة فيما إذا كان مرتفعا أو هابطا أو عادلا لذلك أطلق على القيمة العادلة بالقيمة المركزية على اعتبار إنها المركز الذي تدور حوله الأسعار السوقية
(Enria,etal,2004:p6)
```

إذ أن محاولة إيجاد القيمة العادلة للسهم هي محاولة لإيجاد ماذا يجب أن يكون عليه سعر السهم في السوق وهو مفهوم متغير حسب مستوى القدرة الايرادية العادية للشركة، هناك عوامل كثيرة تؤثر في تحديد القيمة السوقية للسهم مثل مستوى المنافسة في السوق والاتجاهات التحكيمية والنفسانية والتوقعات المستقبلية....الخ من العوامل التي لا تجعل من القيمة السوقية قيمة عادلة.(Nelson,2007:p12)
واهم النماذج المستخدمة لحساب القيمة العادلة تعتمد على تحديد التدفق النقدي المستقبلي وتحديد العوامل المؤثرة عليه وخصمه بمعامل خصم مناسب (Damooran,2011:p5)
وتحديد القيمة العادلة للأسهم يعتمد بشكل أساس على المعلومات المتاحة للمشتركين في السوق عن الشركة فهذه المعلومات يمكن ان ترفع من قيمة أسهم الشركة أو تخفضها حسب طبيعة المعلومات إذا كانت تشاؤمية أو تفاؤلية.
Mishkin&Eakins,2006:p141))
إن القيمة العادلة للأسهم هي قيمة نظرية لأن تحقيقها يتطلب وجود سوق مالية كفوءة بالشكل القوي فلكي نقول عن القيمة السوقية للأسهم أنها عادلة يتوجب أولا اختبار السوق ومعرفة درجة كفاءتها.
وهناك عدة خطوات تؤدي بالنهاية إلى تحقيق القيمة العادلة للشركة فإدارة الشركة تتخذ عدة قرارات وعمليات من الممكن ان تؤثر على قيمة الأدوات المالية وتجعلها غير عادلة هذه الخطوات موضحة في الشكل (4-2):
```
شكل (2-4)
```

يبين خطوات تحقيق القيمة العادلة للشركة
خطوة -1- هل أخطأت الشركة بتقدير القيمة؟
```
لماذا؟
```

```
خطوة -2- أي مستثمر هو الذي يقود السعر؟
```

```
خطوة -3- ما العلاقة بين نشاطات
         المستثمرين والقيمة المطلوبة؟
خطوة-4- كيف تستطيع الإدارة التأثير في
                القيمة المطلوبة بقراراتها؟
```

ما طبيعة النشاط ما كمية المعلومات التي يجب
الذي يجب عمله أخبار المستثمرين بها
```
 خطوة -5-  كيف يمكن للنشاط أن يؤثر في
                      القيمة
```

Sours(Scott, mark, Achieving Fair value :managing life on public Markets,2005:p74)
وبذلك فان أول خطوة من خطوات تحقيق القيمة العادلة هي تقدير ما يجب أن تكون عليه القيمة ومن ثم معرفة ما الذي يخفيه المستثمرون من خطط مستقبلية وأفكار، مشاريع أو قرارات يمكن أن تؤثر على قيمة أسهم الشركة وعلى إدارة الشركة وان تحدد مقدار الرفع المالي أي الدين الذي عليها والتزاماتها تجاه الآخرين وبذلك فأن إدارة الشركة الناجحة هي التي تسعى إلى تعظيم ثروة المساهمين وفي الوقت نفسه إعطاء صورة واضحة للمجتمع الاستثماري عن مركز الشركة المالي والأنشطة والمشاريع التي تقوم بها ليكون تقييم أسهمها بصورة صحيحة في السوق وتسعيرها بسعر عادل.
وقد قام العديد من الباحثين بإجراء دراسات واختبارات أكدت على ضرورة استخدام القيمة العادلة في عملية تقييم القرارات الاستثمارية منها:
قدمت دراسة (green and Reinstein1998) حججا منطقية على ضرورة التزام الشركات باستخدام مدخل القيمة العادلة كأساس للتقييم المحاسبي للاصول والالتزامات المالية، ويرى Rogerson2000))أن استخدام مدخل القيمة العادلة في المحاسبة يساعد الشركات الأوربية على إعداد قوائم مالية مقبولة ومفهومة حول العالم، وطالب الشركات الأوربية التي ترغب في استخدام القيمة العادلة بتحديد الأصول والالتزامات التي تخضع لإعادة التقييم وعكس ذلك في قوائمها المالية.(Horton&Macve,2000:p3)وأكدت دراسة Bradbury2001)) على ضرورة قياس الأصول المالية بالقيمة العادلة والاعتراف بأي تقلبات في هذه القيم في قائمة الدخل بصرف النظر عن حقيقة تلك المكاسب أو الخسائر، وقد أشارت دراسة الاتحاد الأوربي إلى أهمية التوجه نحو استخدام المحاسبة عن القيمة العادلة كأداة لتطوير العمل المحاسبي في الشركات والمصارف، مما يعطي تطبيقه أكثر دقة ووضوحاً للأوضاع المالية وأساليب أدائها أكثر من مفهوم التكلفة التاريخية، وقد أوصى Ebling2001))بضرورة استخدام مدخل القيمة العادلة في القياس والإفصاح المحاسبي للأصول والالتزامات بالشركات بدلاً من التكلفة التاريخية حتى لو كانت هناك أخطاء في القياس والتوقيت.(Plantin&Sapra,2004:p2)
2.1.2 بعض العوامل الاقتصادية المؤثرة على قيمة الأسهم:
```
  تتأثر قيمة الأسهم بشكل كبير بالمتغيرات والظروف الاقتصادية المحيطة بها وذلك لان السوق المالية لاتعمل بشكل منعزل عن العالم الخارجي بل تؤثر وتتأثر به فالأزمات الحاصلة في السوق المالية وانهيارات أسعار الأسهم معظمها بسبب عوامل اقتصادية من أهمها:
```

1. العرض والطلب Supply and Demand)):
معظم المستثمرين يرغبون بشدة بالتأكد من أن قيمة استثماراتهم سوف تزداد في المستقبل وهذه الزيادة تتحقق بالإدارة الجيدة للاستثمار وتنظيم الأرباح وعملية توزيعها وهو مايجذب المستثمرين ويزيد من قيمة أسهم الشركة لكن في حالة إذا ما انخفض الطلب على الأسهم بسبب الإدارة الغير جيدة أو لأسباب أخرى فان قيمة الأسهم سوف تنخفض.
Dlabay&Burrow,2008:p8))
2. سعر الصرف Exchange rate)):
سعر الصرف هو ببساطة سعر عملة واحدة مقابل عملة أخرى وهناك طريقتان للتعبير عن سعر الصرف:
أ‌- سعر العملة المحلية في أي دولة مقابل العملة الأجنبية فمثلا الباوند هو العملة المحلية في انكلترا بتاريخ 14 كانون الثاني من عام 2005 كان سعر تبادل الباوند /الدولار هو (0.5319)لكل 1 دولار.
ب‌- سعر العملة الأجنبية مقابل العملة المحلية فمثلا وبافتراض ان الباوند هو العملة المحلية في 14 كانون الثاني من عام 2005 كان يدفع ((1.88 دولار مقابل الباوند.
Pilbeam,2006:p5)) وان عائدات الأوراق المالية في السوق لاتعتمد فقط على ارتفاع وانخفاض أسعارها أو أسعار الفائدة عليها بل تعتمد أيضا على التغيرات في أسعار الصرف بين العملات أو بمعنى اصح بين الدولار وباقي العملات على اعتبار أن الدولار أصبح مقياساً لكل العملات الأخرى وبذلك فان نجاح الاستثمار بالأوراق المالية وتحقيق العوائد
المرغوب بها يعتمد على أداء السوق وسعر صرف العملات
```
            Eun&Bruce,2007:p365))
```

3. التضخم Inflation)):
التضخم عبارة عن زيادة في المستويات العامة للأسعار وان مستوى الأسعار هو المتوسط الموزون للأسعار لمختلف السلع والخدمات في الاقتصاد. (Samulson&Nordltaus,2005:p667)
إذ أن ارتفاع معدل التضخم يكون تأثيره سلبيا على أسعار الأسهم لأنه يرفع من أسعار الفائدة وذلك لتحوط من اثأر التضخم مما يقلل من قيمة الأسهم وان الاضطراب الذي يسود السوق المالي في ضل ارتفاع معدلات التضخم يؤدي إلى حالة من الهلع وبيع الأوراق المالية من قبل المستثمرين دفعة واحدة ما يزيد من عرضها ويقلل قيمتها
```
(Fradca,2009:p144)
```

وبالتالي فأن مخاطرة التضخم تجعل المستثمرين غير متأكدين من الأوراق المالية التي يمتلكونها ولاسيما طويلة الأجل إذا ما كانت مسعرة بأسعارها الحقيقية في المستقبل في حالة كون نسبة التضخم المتوقعة مرتفعة.(Cecchetti,2008:p137)وبذلك يرى المستثمرون انه يجب تعويضهم عن هذه المخاطرة بإضافة مبلغ إضافي على العائد الخالي من المخاطرة يسمى علاوة التضخم (Inflation premium)للتعويض عن الارتفاع المتوقع في معدل التضخم.(Besley&Brigham,2000:p52)وان زيادة العرض النقدي هواحد المسببات الأساسية للتضخم فالحكومة تصدر الديون على نفسها لسد العجز في ميزانيتها العمومية وعند عدم قدرتها على السداد لاستمرار العجز فإنها تلجأ إلى طبع المزيد من النقد وبذلك تزداد النقود في السوق مسببة زيادة في مستويات الأسعار بشكل عام (Brakman,etal,2007,p277) وهذا ما يوضحه الشكل ((5-2:
شكل (5-2)
يوضح العلاقة بين التضخم ونمو النقد
Source(Ceccheti,stephen G.,Money,Bankingand financial markets,2nd ed, NY,McGraw-Hill, 2008:p484)
4. الناتج المحلي الإجمالي:(Gross Domestic product)
يعرف الناتج المحلي الإجمالي (GDP)على انه قيمة كل البضائع والخدمات المنتجة داخل البلد خلال سنة اقتصادية واحدة ويعد ((GDPأهم مقياس للمخرجات الكلية للاقتصاد لأنه يعبر عن القيمة السوقية الكلية للبضائع والخدمات المقدمة في الاقتصاد من قبل الشركات خلال مدة سنة (Sullivan,etal,2010:p102) وكلما زاد النشاط الاقتصادي أدى إلى انتعاش وزيادة التفاؤل بالمستقبل بما يزيد حجم التعامل في جميع الأسواق ولجميع المنتجات بما فيها الأسواق المالية ونتيجة لذلك ترتفع الأسعار إما في حالة حدوث العكس إي انخفاض حجم الناتج فأن ذلك يؤدي بالنتيجة إلى هبوط الأسعار Weil,2009:p56))
ويتكون الناتج المحلي الإجمالي من جانبين الأول قيمة المبيعات في الأسواق المحلية والآخر قيمة المشتريات من السوق المحلية ويجب إن يكون الجانبين متساويين.
.(Feens&Taylor,2008:p606)
5. معدل دخل الفرد (National Income per Capital):
يعرف دخل الفرد على انه التدفقات النقدية التي يحصل عليها الفرد من العمل أو من ممتلكاته الخاصة في نقطة زمنية معينة فالدخل الذي يتم الحصول عليه من العمل يكون على شكل رواتب أو أجور فضلاً عن أي مبالغ أخرى مثل العلاوات، الحوافز، الخصومات، أما الذي يتم الحصول عليه من الممتلكات فهو عبارة عن الإيجارات والإرباح الرأسمالية نتيجة ارتفاع أسعار الممتلكات عن سعر شراءها (Mcconell&Brue,2005:p24)ويتناسب الدخل طرديا مع طلب الإفراد على البضائع والخدمات حيث كلما زاد الدخل ارتفع الطلب على البضائع والخدمات لان الفرد عندما يغطي احتياجاته الضرورية ويكون لديه أموال فائضة عن حاجته يتجه لشراء الحاجات الكمالية أو لاستثمارها أي يقسم دخله بين الإنفاق والادخار ومن ثم استثمار هذه المدخرات بأوجه الاستثمار المختلفة.
Wells,2009:p15)& (Krugman
وان الأسهم بعدها وجه من أوجه الاستثمار فإنها تتأثر بدخل الفرد إذ عندما يكون الدخل عالياً يتجه الفرد لاستثمار مايفيض عن حاجته إي يزيد الطلب على الأسهم فترتفع أسعارها (حسب قانون العرض والطلب)بينما عند انخفاض الدخل فان الطلب سوف يقل على الأسهم وبذلك تنخفض أسعارها.
6. سعر الفائدة (Interest rate):
سعر الفائدة هو المبلغ المدفوع على الدين كجزء منه خلال مدة زمنية معينة وهنالك أنواع مختلفة من سعر الفائدة تتحدد وفقا (لتاريخ الاستحقاق، المخاطر المرتبطة بالدين وسهولة تداول الأوراق المالية في السوق).(Mcaleese, 2004:p306)وأسعار الأسهم تتأثر بشكل عكسي بتحركات أسعار الفائدة وذلك لان قيمة الورقة المالية هي القيمة الحالية للتدفقات النقدية المستقبلية وان سعر الفائدة هو معامل الخصم الذي يستخدم لخصم هذه التدفقات فعند ارتفاع سعر الفائدة تنخفض أسعار الأسهم والحالة بالعكس وأكثر الأوراق المالية تأثرا بانخفاض أو ارتفاع أسعار الفائدة هي السندات طويلة الأجل ذات الدخل الثابت.
```
(Copeland,2008:p100)
```

وقد تختلف أسعار الفائدة من بلد لأخر تبعا لعدة عوامل ومؤثرات كالانتعاش أو الكساد الاقتصادي أو السياسة المتبعة من قبل البنك المركزي أو مستوى دخل الفرد والشكل (2-6) يوضح أسعار الفائدة في بلدان مختلفة
شكل (2-6)
اختلاف أسعار الفائدة بين البلدان
Source(Madura ,Jeff ,International corporate finance, 10th edition,south-western,2010 :p67)
7. النمو الاقتصادي (Economic growth):
إن الزيادة المتوقعة في النمو الاقتصادي تزيد من الطلب على المنتجات والخدمات المقدمة من قبل الشركات وبذلك تزداد التدفقات النقدية للشركة وبالتالي القيمة، ولذلك فأن المشاركين في السوق المالية يراقبون عن كثب المتغيرات الاقتصادية مثل GDP والمبيعات والدخل الشخصي لأنه إي معلومة عن هذه المتغيرات قد تعني إن هناك نمواً اقتصادياً وتؤثر في التدفقات النقدية.(Madura,2010:p270)
هذه العوامل لأتمثل سوى جزءاً بسيطاً من جملة العوامل المؤثرة على أسعار الأسهم ولكن قد تكون الأكثر تأثيرا لأنها تعد ذات تأثير مباشر وقوي على عمل الأسواق بشكل عام والأسواق المالية بشكل خاص فهي التي تحدد الكيفية التي يعمل وفقها السوق في الظروف العادية وأيضا في الأزمات المالية التي تتعرض لها معظم الاقتصادات في العالم بدون تمييز بين اقتصاد الدول المتقدمة أو النامية وهذه العوامل تحدد أيضا سياسة وطريقة تعامل الحكومة في السوق المالية ممثلة بالبنك المركزي.
2.1.3 تقييم الأسهم:
بعد التعرف على الأنواع والمفاهيم المختلفة لقيم الأسهم يتوجب التطرق إلى الطرق التي يتم فيها إيجاد هذه القيم والأساس المعتمد في هذه الطرق بداية يجب التعرف على ماهية عملية التقييم والتي هي عبارة عن مجموعة من العمليات التي يقوم بها المستثمرون لغرض التنبؤ بالثروة التي يتوقعون الحصول عليها من الاستثمار بالأوراق المالية عن طريق حساب العائد والمخاطرة لعملية الاستثمار. Gitman&Joehnk,2008:p356))وعملية تحليل عائد ومخاطرة الأسهم يعد امرا صعباً وغير دقيق في بيئة أعمال لاتتسم بالإفصاح المعلوماتي والتي تكون المعلومات فيها متاحة لعدد قليل من المطلعين (Insider) (Bodie,etal,2007,p247)
أما خطوات عملية تقييم الأسهم فهي:CFA,2007:P14))
1) تحليل الصناعة العاملة فيها الشركة ومركزها بالنسبة للمنافسين وإستراتيجية الشركات الأخرى من خلال المعلومات المنشورة في القوائم المالية لغرض معرفة بيئة الأعمال التي تعمل بها الشركة.
2) التنبؤ بأداء الشركة، التنبؤ بالمبيعات، العوائد والمركز المالي.
3) اختيار أنموذج تقييم مناسب.
4) تحويل التنبؤ للتقييم.
5) صنع القرار الاستثماري.
إن عملية اختيار نموذج تقييم مناسب تختلف حسب الجهة التي تقوم بهذه العملية وحسب الغرض من عملية التقييم هل لمعرفة القيمة الكلية للشركة أم هل لاتخاذ قرار بشأن الأوراق المالية المصدرة من قبلها وهل هذا القرار هو قرار بيع أم شراء لكن بشكل عام هناك أربعة أنماذج للتقييم هي:
) (Gibson,2009,p465 (Palepu&Healy,2008:p1)
أ‌- أنموذج خصم المقسوم (Discounted dividends model):
هذا الأنموذج يعتبر قيمة حق ملكية الشركة كقيمة حالية للتنبؤ بالمقسوم المستقبلي.
إذ أن:
V=قيمة الورقة المالية.
D=مقسوم الأرباح.
k=معدل الخصم.
ب‌- أنموذج خصم العوائد غير الطبيعية (Discounted abnormalRetern model):
وفق هذا المدخل قيمة حق ملكية الشركة تعد كالقيمة الدفترية والقيمة الحالية للتنبؤ بالعوائد الغير طبيعية المستقبلية والمعادلة المستخدمة لحساب قيمة السهم وفق هذا المدخل هي:
إذ أن:
V=قيمة الورقة المالية.
R=العوائد غير طبيعية.
k =معامل الخصم.
ت‌- أنموذج التقييم المستند إلى مضاعف السعر ((Price multiples:
وفقا لهذا المدخل فأن مقياس الأداء أو التنبؤ بالأداء هو مضاعف السعر أي نسبة (السعر / العوائد) للتنبؤ بالعوائد المستقبلية للشركة والاستخدام الأخر للمضاعف هو نسبة (السعر /القيمة الدفترية) ونسبة (السعر /المبيعات) والمعادلة المستخدمة لحساب قيمة السهم وفق هذا الأنموذج هي:
إذ أن:
P/E=نسبة مضاعف السعر.
P=سعر الورقة المالية.
E=العوائد (الأرباح) المتحققة للشركة خلال السنة المالية.
ث‌- أنموذج خصم التدفقات النقدية (Discounted cash flow):
هذا الانموذج يتطلب تقدير التدفق النقدي المحتمل لعدد من السنوات وخصمه بكلفة رأس المال ليصل إلى القيمة المحددة وفق المعادلة التالية:
وان أنموذج خصم التدفقات النقدية هو من أكثر النماذج استخداما لاستخراج قيم الأسهم وعلى وفق هذا المدخل فان محللي الأسهم يقدرون عائدات ومقسومات الشركة المستقبلية وهذه التقديرات تختلف عن تقديرات باقي المحللين ولكنها تبدو أكثر دقة فمن وجهة نظر المحلل المالي يوجد خطأ في تسعير الاسهم وإذا ظهر بان سعر السهم في السوق سوف يعدل ليعكس هذه التقديرات الدقيقة فان الاسهم سوف ينتج عنها عائدات غير طبيعية، من هذا المبدأ فان المستثمرين والمحللين وحتى شركات الوساطة المالية يكون هدفهم الأول من التحليل المالي هو معرفة الاسهم المسعرة بشكل خاطئ واتخاذ القرار المناسب بشأنها هل تباع ام تشترى لتحقيق أرباح كبيرة والتميز عن باقي العاملين في السوق فالسهم يعطي نوعين من التدفقات النقدية الأول هو مقسوم الأرباح والذي يدفع بشكل منظم والآخر هو مايستلمه حامل السهم عندما يبيع السهم (أرباح رأسمالية).
ولكي نقيم الأسهم بشكل صحيح يجب الإجابة عن سؤال مهم أي من التالي تمثل قيمة
السهم ؟(Ross,2009:p136)
1. القيمة الحالية لمجموع المقسوم للمدة التالية +سعر السهم في المدة التالية.
2. القيمة الحالية المخصومة لكل المقسومات المستقبلية.
والجواب هو أن كلا الإجابتين صحيح.
بما أن أنموذج خصم التدفقات النقدية يعتمد على أسلوب التنبؤ بالتدفق النقدي المتوقع الحصول عليه لذلك يجب التركيز على سياسة الشركة لتوزيع الأرباح وتتباين هذه السياسات بين توزيع مقسوم أرباح ثابت للسهم أو توزيع مقسوم أرباح ينمو بمعدل ثابت أو بمعدلات مختلفة كما وان جودة القيمة المحسوبة كقيمة عادلة تعتمد على دقة التنبؤ بسياسة توزيع الأرباح المعتمدة من قبل الشركة المصدرة للسهم العادي.
ومقسوم الأرباح: هو عبارة عن جزء من العائد على حق الملكية المستثمر والذي يمثل قيمة المستثمرين، ان المحللين الأساسيين كانوا يعتقدون انه إذا كان المقسوم مرتفعاً فهذا يعني ارتفاع القيمة لكن نظرية التمويل الحديثة تختلف مع هذه الفكرة فالمقسوم لايعني القيمة لكن جزء من معادلة حساب القيمة.(Penman,2010:p94) وان أهم محدد لمقسوم الأرباح هو تحقق صافي ربح للشركة وما هو حجم هذا العائد (Weaver&Weston,2008,p537).
والمقسوم الذي توزعه الشركة على المساهمين يتخذ أحد الشكلين الآتيين:
```
                    (Gitman&Joehnk,2008:p267272)
```

‌أ مقسوم نقدي (Cash dividend):
وهو عبارة عن مبالغ نقدية تقرر إدارة الشركة توزيعها على حملة الأسهم وفق نسبة المساهمة.
‌ب مقسوم أسهم (Stock dividend):
في بعض الأحيان قد تقرر الشركة توزيع مقسوم على شكل أسهم وليس نقدي وذلك وفقا لسياسة الشركة أو ظروف معينة قد تمر بها الشركة أو ظروف الاقتصاد العاملة فيه الشركة.
والمعادلة التالية توضح كيف يتم استخراج المقسوم لكل سهم:
المقسوم لكل سهم = المقسوم السنوي المدفوع ÷عدد الأسهم
وهناك عاملان يؤثران على قرار توزيع المقسوم هما:(Emery,etal,2007:p124)
1. صافي الربح المتحقق للشركة خلال السنة المالية.
2. سياسة توزيع المقسوم التي تتبعها الشركة.
وأنموذج خصم التدفقات النقدية DCF))يتخذ أحد الشكلين الآتيين:
1. صافي القيمة الحالية (net present value):
تعد صافي القيمة الحالية أحد طرق حساب التدفق النقدي المخصوم وتعرف صافي القيمة الحالية بأنها وسيلة لحساب القيمة الحالية للتدفقات النقدية الداخلة والخارجة لأي استثمار وتأخذ صافي القيمة الحالية القيمة الزمنية للنقود بعين الاعتبار (Gangadhar&Rameshbabu,2006:p408)
وتستند طريقة صافي القيمة الحالية NPV))على تقدير القيمة السوقية للتدفقات النقدية المتوقع استلامها في المستقبل من الاستثمار الذي تقوم به الشركة وخصم هذه القيمة بكلفة رأس المال وهذه الكلفة تكون مساوية لمعدل العائد المطلوب من قبل المستثمرين.
```
(Moore,etal,2008:p590)
```

ومن ذلك يمكن تحديد خطوات احتساب صافي القيمة الحالية:
```
                   (Stowe,etal,2002:p40)
```

أ‌- تحديد التدفقات النقدية الداخلة والخارجة.
ب‌- احتساب القيمة الحالية لكل تدفق نقدي باستخدام معدل الخصم المناسب (معدل العائد المطلوب).
ت‌- احتساب صافي القيمة الحالية والتي هي عبارة عن الفرق بين مجموع التدفقات النقدية الداخلة والتدفقات النقدية الخارجة.
والقرارات الاستثمارية التي تتخذها إدارة الشركة تؤثر بشكل مباشر في التدفقات النقدية وبالتالي على المقسوم وبذلك سوف تتأثر صافي القيمة الحالية كما إن معدل العائد المطلوب يؤثر بشكل مباشر في صافي القيمة الحالية وهو بدوره يتأثر بقرارات التمويل والمخاطرة المالية وهذا ما يوضحه الشكل (8-2):
```
                                                      شكل (2-7)
```

المؤثرات في صافي القيمة الحالية
Source(Neal, Bill, & McElroy, Trefor، Business finance Value-Added Approach,1st ed,2004,Prentice Hall:p33)
ويلاحظ من الشكل عند تطبيق طريقة (NPV) انه إذا زاد معدل الخصم (معدل العائد المطلوب لخصم التدفقات النقدية المستقبلية) فأن (NPV) للاستثمار سيتجه نحو الانخفاض ومع استمرار زيادة معدل الخصم فأن صافي القيمة الحالية سيصبح صفراً عندئذ فأن معدل العائد المطلوب يساوي معدل العائد الداخلي ((IRR, ويصبح صافي القيمة الحالية للاستثمار اقل من الصفر عندما يكون معدل كلفة رأس المال المستخدم يزيد من معدل العائد الداخلي للاستثمار والشكل (2-10) يوضح ذلك:
Source(Ross, Stephen ,Westerfield,Randolph W.&. Brad ford D ,Joeda., Fundamentals of corporate finance,5th ed,USA,mcGrawHill.Inc.2000:p260)
2. معدل العائد الداخلي (internal rate of return):
يعد معدل العائد الداخلي (IRR) المعدل المتوقع ان تحققه الشركة على الاستثمار لذلك فهو يعرف على انه معدل الخصم الذي يحقق تساوي القيمة الحالية للتدفقات النقدية المتوقعة مع نفقات الاستثمار أو الكلفة ومن ثم فأن معدل العائد الداخلي ماهو الا معدل الخصم الذي يجعل صافي القيمة الحالية مساوية للصفر، ويسمى معدل العائد الداخلي لانه يعتمد أساسا على عوائد وتكاليف المنشأة وليس على معدل يتم تحديده من خارج المنشأة
```
(Ross,etal,2009:p101)
```

وفق هذه الطريقة يتم استخراج قيمة التدفقات النقدية المتوقع الحصول عليها في المستقبل من خلال طرح القيمة الأولية للاستثمار من صافي القيمة الحالية للتدفقات النقدية المتوقعة. (Alexander,etal,2001:p335)
والمعادلة العامة لحساب قيمة السهم العادي هي:
إذ أن
V=قيمة السهم
D=مقسوم الأرباح المقرر توزيعه
K=معامل الخصم
هذه المعادلة تمثل أنموذج عاماً وقابلاً للتطبيق لانها لا تأخذ بالاعتبار معدلات النمو المتوقعة في مقسوم الأرباح المقرر توزيعه.(CFA,2007:P171)لكن يمكن تبسيط الأنموذج العام إذا كانت الشركة تتبع سياسات مختلفة في توزيع المقسوم وكالاتي:
أ‌- أنموذج النمو الصفري (Zero growth):
وفق أنموذج النمو الصفري مقسوم الأرباح المتوقع توزيعه في المستقبل يبقى ثابتاً أي أن معدل النمو في مقسوم الأرباح يساوي صفراً وهذا ما تمثله المعادلة التالية:
وذلك لان (∞D1=D2=…=D) وهذه الحالة تتشابه الأسهم العادية مع الممتازة باستلام حاملها مبلغاً ثابتاً.(Megginson,etal,2010:p133)
ب‌- أنموذج النمو المستقر (Constant Growth):
قد لايتفق الكثير على ان التدفقات النقدية لمقسوم الأرباح التي يحصل عليها السهم العادي تبقى ثابتة إلى الأبد والسبب يعود إلى ما تحققه الشركة من أرباح عبر الزمن لذلك لابد من صياغة أنموذج آخر المقسوم ينمو فيه لكن بنسبة ثابتة (g) للأبد ويسمى هذا الأنموذج (Gordon growth model)معادلة إيجاد القيمة تصبح كالتالي:
```
(Smart&Megginson,2009:p216)
```

ت‌- أنموذج النمو المتعدد (Anon-constant growth version):
إن الأنموذج الأكثر عمومية من (DCF)لتقييم الأسهم العادية هو أنموذج النمو المختلف أو المتعدد (multiple)ومع هذا الأنموذج يكون التركيز على الدفعات المستقبلية ويرمز لها T)) يتم بعده ثبات نسبة المقسوم والمستثمر رغم ذلك يبقى مهتماً بموضوع التنبؤ بالمقسوم وعلى وفق هذا الأنموذج المعادلة المستخدمة لإيجاد القيمة هي:
```
 (Pilbeam,2010:p218)
```

من النماذج التحليلية السابقة تتضح عدة أمور تكون مهمة للمستثمرين في الأوراق المالية وأهمها إن أسعار الأسهم العادية تتغير وفقا للتغير في معدلات النمو في مقسوم الأرباح فترتفع بزيادة معدل النمو وتنخفض بانخفاضه.
من الناحية النظرية فأن طريقة تقييم الأسهم وفق مدخل خصم المقسوم هي أفضل طريقة لكن في بعض الأحيان تكون صعبة التطبيق لأنه في حالة إذا ماكانت الشركة لاتدفع مقسوم لكنها في الوقت نفسه تحقق أرباحاً فليس من المنطقي ان تكون قيمة أسهمها تساوي صفرًا وأن المقسومات الموزعة من قبلها تنمو بنسب غير منتظمة فالنتائج التي نتوصل إليها تكون غير مقنعة وغير دقيقة.
والمقياس الآخر المستخدم على نطاق واسع هو نسبة السعر إلى الأرباح P/E) Ratio)وهو مقياس يقيس استعداد السوق للدفع مقابل ((1 دولار من الأرباح التي تحققها الشركة أي يقيس مقدار الزيادة في القيمة السوقية للأسهم كلما ارتفعت أسعارها. (Mishkin &Eakins,2009:p268)
وتقسم نسبة (P/E) إلى حقيقية ومتوقعة (غير حقيقية)تستخدم للتنبؤ بما سوف يكون عليه السعر في المستقبل أما الفعلية فقد وضحت مسبقا في هذا المبحث وتحسب نسبة P\E))المتوقعة (المتنبأ بها) وفقا لأنموذج الانحدار حسب المعادلة التالية: (Jonse,1998:p421)
إذ أن:¬
P/E(j)=(نسبة السعر \الارباح) للسهم.
α= الحد الثابت.
B= معامل بيتا السوق.
P/E(m)=(نسبة السعر /الأرباح) للسوق.
وفي بعض الأحيان تظهر نسبة (P\E) مرتفعة ولهذا الارتفاع تفسيران هما: (Mishkin &Eakins,2006:p141)
1. إن الارتفاع في نسبة (P\E) قد يعني أن هناك توقعات في السوق بزيادة أرباح الشركة في المستقبل.
2. أو قد يعني أن مخاطرة الشركة المصدرة للأوراق المالية مرتفعة والمستثمرين سيدفعون علاوة لأسهم الشركة.